# Хакімов Алім Хакімович
Алім Хакімович Хакімов (1919—2003) — майор Радянської Армії, учасник Другої світової війни, Герой Радянського Союзу (1945).

## Біографія
Алім Хакімов народився 12 травня 1919 року в селі Бріч-Мулла (нині — Бостанлицький район Ташкентської області Узбекистану). Закінчив неповну середню школу. В 1939 році призваний на службу в Робітничо-селянську Червону армію. У 1941 році закінчив Ленінградське військово-політичне училище, в 1942 році — курси «Постріл». З березня 1942 року — на фронтах Другої світової війни.
До січня 1945 року майор Алім Хакімов командував батальйоном 487-го стрілецького полку 143-ї стрілецької дивізії 47-ї армії 1-го Білоруського фронту. Відзначився під час визволення Польщі. 16 січня 1945 року батальйон Хакімова переправився через Віслу в районі населеного пункту Ломна в 8 кілометрах на північний захід від міста Хотомув і захопив плацдарм на її західному березі, після чого утримував його до переправи основних сил, відбивши п'ятнадцять німецьких контратак.
Указом Президії Верховної Ради СРСР від 27 лютого 1945 року майор Алім Хакімов удостоєний високого звання Героя Радянського Союзу з врученням ордена Леніна і медалі «Золота Зірка».
У 1950 році  звільнений у запас. Проживав і працював у Ташкенті.
Був також нагороджений двома орденами Червоного Прапора, орденів Олександра Невського і Вітчизняної війни 1-го ступеня, поруч медалей.